# Arrhenophagus chionaspidis
Arrhenophagus chionaspidis är en stekelart som beskrevs av Aurivillius 1888. Arrhenophagus chionaspidis ingår i släktet Arrhenophagus och familjen sköldlussteklar. Enligt den finländska rödlistan är arten nära hotad i Finland. Arten är reproducerande i Sverige. Artens livsmiljö är parker, gårdsplaner och trädgårdar. Inga underarter finns listade.